# Fistularia
Famille
Genre
Les Fistulariidés (ou Fistulariidae) sont une famille de poissons-flûte ou poissons cornets.
Ce sont des poissons peu répandus des mers tropicales, au nez très allongé, et apparentés aux poissons-trompette et à l'hippocampe. Les fistulaires constituent une petite famille ne comprenant qu'un seul genre, Fistularia.

## Description et caractéristiques
Les trois ou quatre espèces vivent le long des côtes des régions tropicales et subtropicales. Ce sont des poissons très allongés, en fine baguette, avec une bouche tubulaire à l'extrémité antérieure d'un museau extrêmement long. Les yeux sont très gros et ovales, plus larges que la tête. Les nageoires dorsales et anales sont insérées au niveau même de l'arrière du corps. La peau ne porte quasiment pas d'écaille, et les nageoires dorsale et anale ne contiennent pas d'épine, mais entre 13 et 20 rayons mous chacune. La nageoire caudale est fourchue, et ses deux rayons centraux sont allongés en filament. Ces poissons ont entre 76 et 87 vertèbres. Les plus grands spécimens peuvent atteindre près de 2 mètres de long.
Ils diffèrent des poissons-trompettes par le long filament qui part du centre de la queue, et qui peut être aussi long que le corps du poisson même.
Prédateur solitaire ou en groupe, il aspire  avec sa bouche tubiforme édentée de petits poissons ou des crustacés.

## Liste des espèces
Selon World Register of Marine Species (15 octobre 2014) et FishBase (15 octobre 2014) :
- genre Fistularia Linnaeus, 1758
  - Fistularia commersonii Rüppell, 1838 -- Poisson-flûte
  - Fistularia corneta Gilbert & Starks, 1904
  - Fistularia petimba Lacepède, 1803
  - Fistularia tabacaria Linnaeus, 1758

ITIS (15 octobre 2014) y ajoute l'espèce Fistularia depressa Günther, 1880 (considérée comme synonyme de Fistularia commersonii par WoRMS).

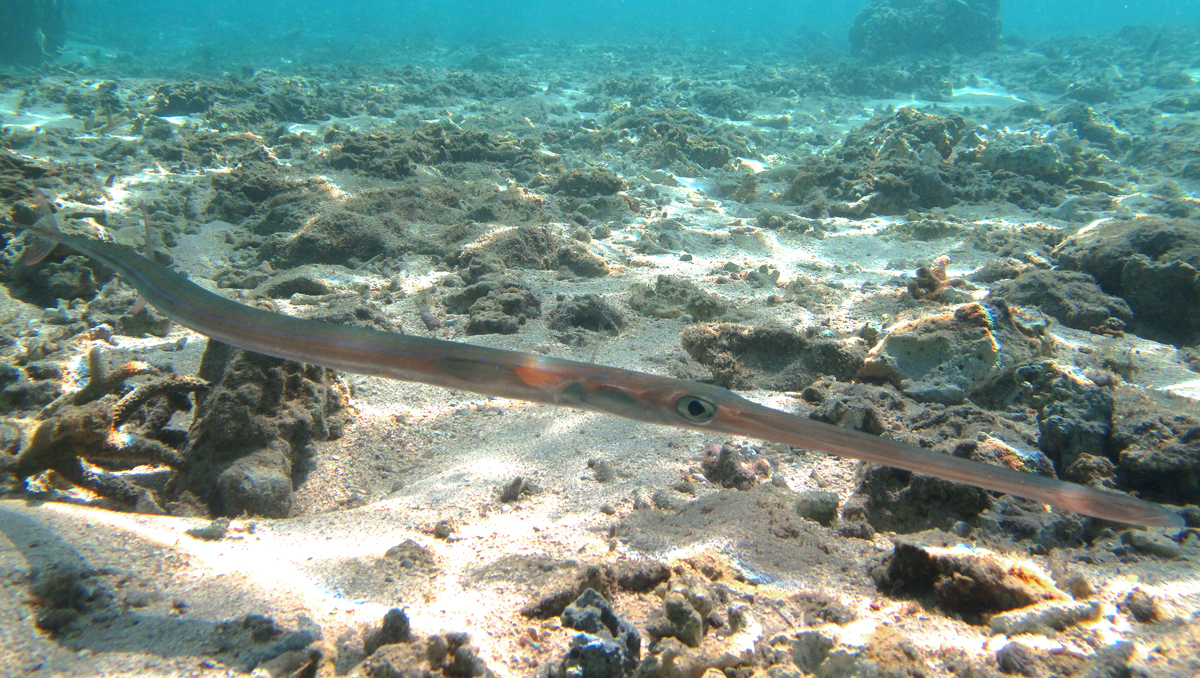
Fistularia commersonii
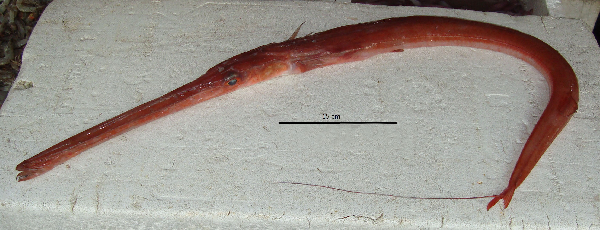
Fistularia petimba
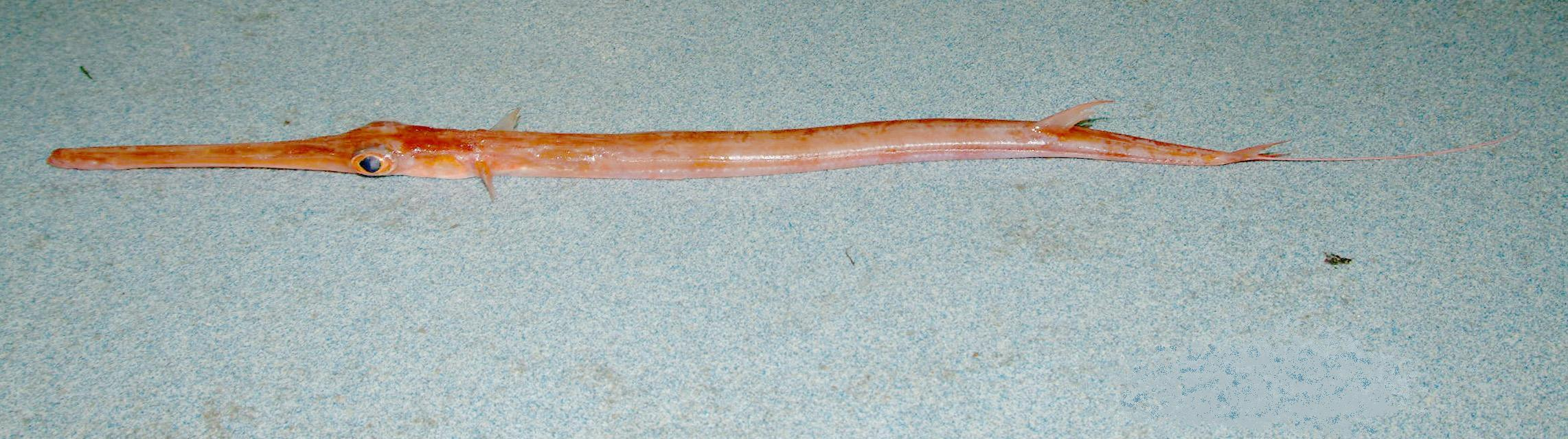
Fistularia tabacaria

Paleobiology Database (15 octobre 2014) connait deux espèces fossiles :  Fistularia koenigii et Fistularia tenuirostris.

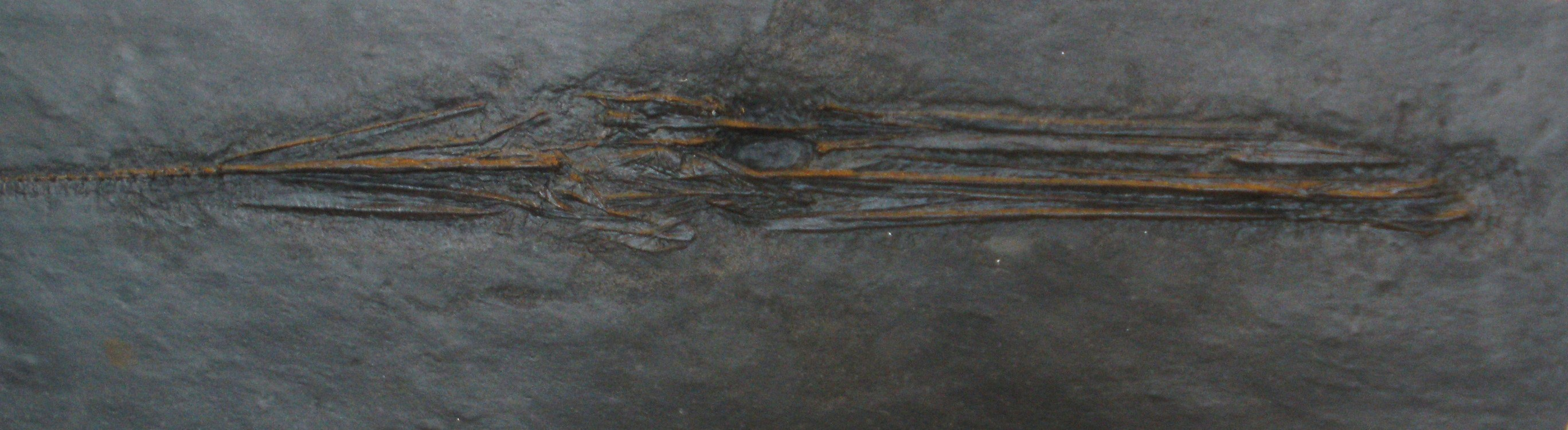
Fossile de Fistularia koenigi
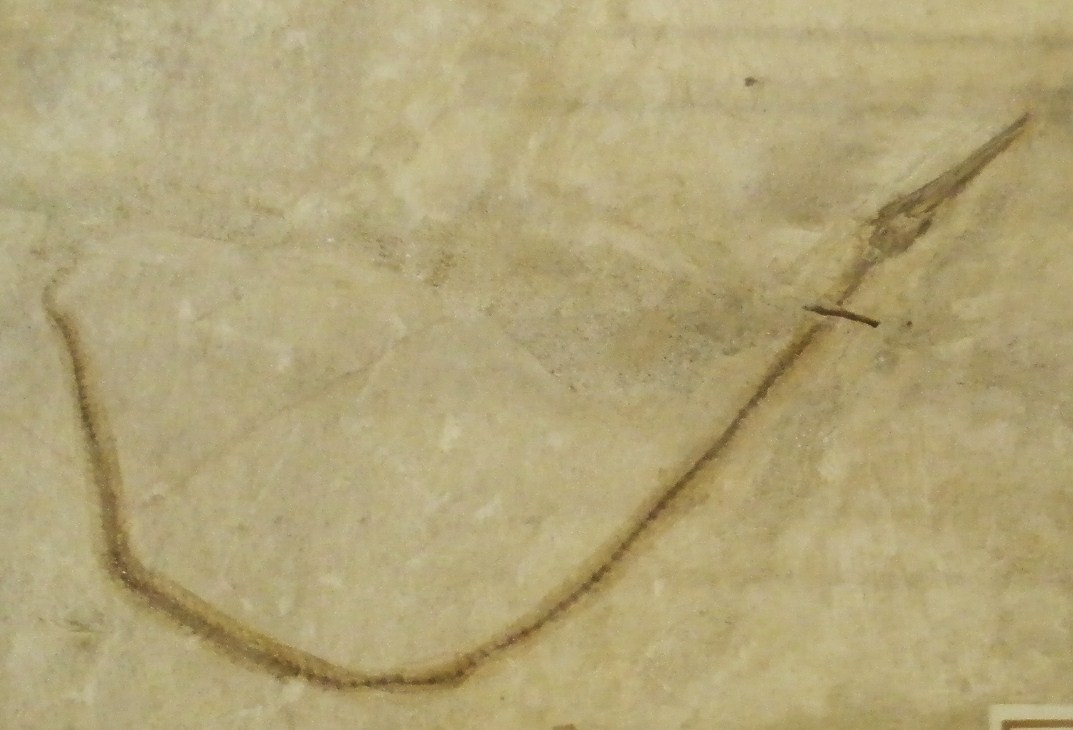
Fossile de Fistularia longirostris